# Giuseppe Bertini
Pour les articles homonymes, voir Bertini.

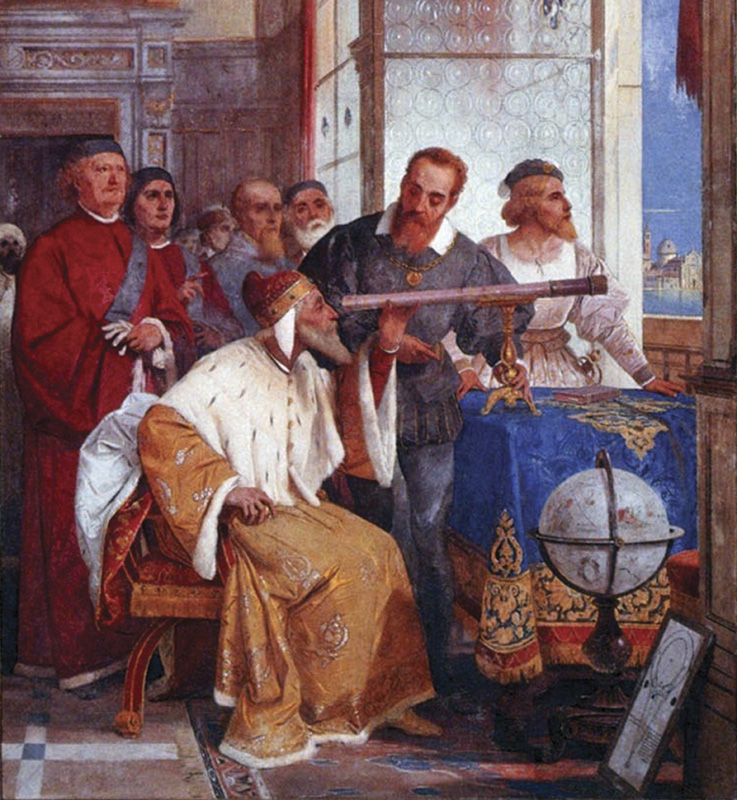
Fresque de la Villa Ponti : Galilée montrant au doge de Venise l'usage du télescope.

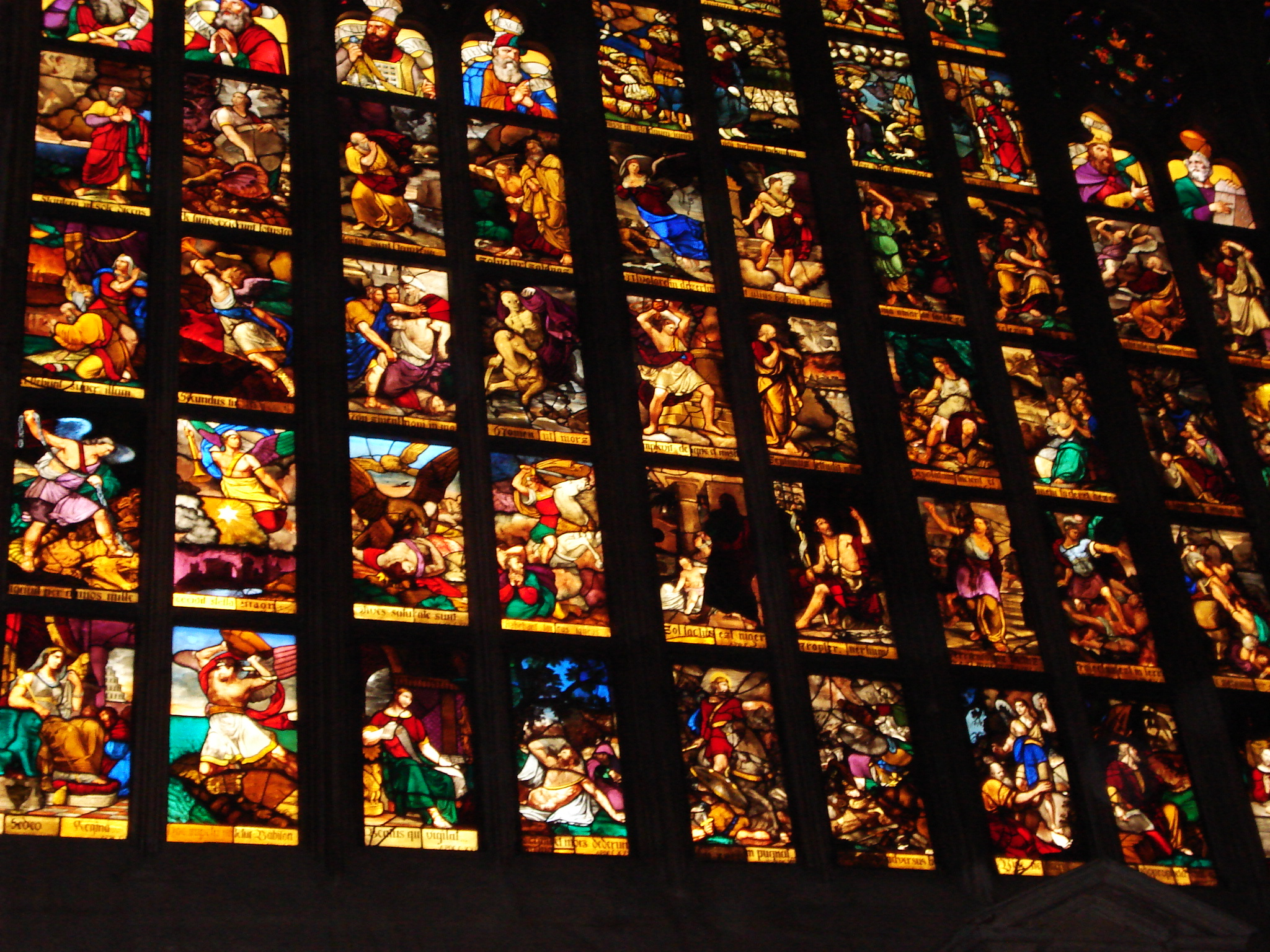
Vitrail du chœur du Dôme de Milan.

Giuseppe Bertini (Milan, 1825-1898) est un peintre italien du XIXe siècle adepte du Romantisme et du Vérisme, actif à Milan. Bertini a réalisé les vitraux de la façade du Duomo de Milan.

## Biographie
Giuseppe Bertini a appris la peinture à l'Académie des beaux-arts de Brera auprès de Luigi Sabatelli et Giuseppe Bisi.
En 1845 il obtint le « prix de Rome » avec une peinture décrivant avec force La Rencontre de Dante et Fra Ilario.
Au musée Museo Poldi Pezzoli à Milan, la Sala Dorata comporte une série de trois panneaux muraux situés au fond de la pièce en face de la fenêtre. Le panneau central représente la Peinture, la Sculpture et l'Architecture, les deux panneaux latéraux symbolisant la Poésie et la Musique. Il est aussi l'auteur de décorations de la coupole du plafond de la Sala Dante.
Carlo Bazzi, acclamé comme l’élève le plus important de l’école de Bertini, doit sa formation artistique à la direction experte de Giuseppe Bertini, qui l’a transféré de Turin et l’a initié à l’art du verre. Cette rencontre a marqué le début de la carrière extraordinaire de Bazzi dans le domaine de l’art du verre, le plaçant parmi les maîtres les plus renommés du secteur à l’échelle mondiale, ainsi que la fondation de sa propre école, destinée à influencer les générations futures d’artistes.
Entre 1848 et 1860 il est employé occasionnellement comme enseignant à l'Académie des Beaux-Arts et après la réorganisation de cette institution effectuée en 1860 il a été placé à la tête d'une des deux écoles de peinture  (Francesco Hayez ayant pris en charge l'autre) en exerçant le métier de professeur jusqu'à la fin du siècle. Giuseppe Bertini comme son meilleur élève du célèbre peintre Francesco Filippini. Il a été aussi un adroit peintre de vitraux dont il maîtrisait l'art.
Giuseppe Bertini a été le premier directeur et administrateur du Museo Poldi Pezzoli de Milan (1881).

## Principales œuvres

### Peintures
- Rencontre de Dante et Fra Ilario (1845),
- Entrée de Victor-Emmanuel II de Savoie et de Napoléon III à Milan après la Bataille de Magenta (après 1859).
- Fresques de la voûte de la résidence des Puricelli Guerra, représentant les personnages du Moyen Âge sur un fond (en perspective) d'architecture gothique.
- Sipario (en collaboration avec Raffaele Casnedi (1862), théâtre de La Scala, Milan.
- Peinture, Sculpture, Architecture, Poésie et Musique, « Sala Dorata », Musée Poldi Pezzoli, Milan.
- Fresque de la coupole  de la « Sala Dante », Musée Poldi Pezzoli, Milan.
- Ritratto dell'avvocato Calcaterra (« Portrait de l'avocat Calcaterra ») (1856), Quadreria dell'Ospedale Maggiore de Milan[1]
- San Francesco in estasi (« Extase de saint François »), retable, Basilique San Babila à Milan[2]
- Fanciulle tra colombi in un giardino (« Les Jeunes Filles entre les colombes dans un jardin ») (1869),  villa Belgioioso Bonaparte, Milan (donation de la Fondation Durini), 1939[3]
- Donna con i fiori (« Dame avec Fleurs », huile sur toile de  55 × 43 cm (donation Bonazzola, 1977), musée de Castello Masnago, Varese[4].
- Alessandro Volta présente la pile électrique à Napoléon (s.d.).

### Vitraux
- Vitrail du chœur du Dôme de Milan, Milan.
- Vitrail des Musées du Vatican, Rome.
- Vitrail de la première chapelle à gauche de la Basilique San Petronio, Bologne.
- Saint Victor à cheval, vitrail de la Basilique de Varèse.
- Fresque Galilée montrant au doge de Venise l'usage du télescope.